# ドリネル・ムンテアヌ
ドリネル・ムンテアヌ（Dorinel Munteanu、1968年6月25日 -）は、ルーマニアの元サッカー選手、サッカー指導者。ポジションはMF（攻撃的MF）、DF（サイドバック）。

## 経歴

### クラブ
ムンテアヌは1986年に2部リーグのメタルル・ボチシャで選手経歴を開始した。その後、幾つかのルーマニア国内のクラブを渡り歩き1991年に強豪のディナモ・ブカレストへ移籍。1993年以降は国外へ活躍の場を求め、ベルギーのサークル・ブルッヘ、1995年にドイツの1.FCケルン、1999年から2003年までは同じドイツのVfLヴォルフスブルクでプレーをした。
2003年、35歳の時にルーマニアへ帰国しステアウア・ブカレストへ移籍したが、クラブの首脳陣と対立し2005年に退団。ステアウアを退団後は選手兼任監督となり、ルーマニア国内の複数のクラブで指揮を執った。

### 代表
ルーマニア代表としては1991年5月23日のノルウェー戦で代表デビューを飾った。ムンテアヌは左サイドバック、左サイドハーフ、攻撃的MFなどの様々なポジションをこなすユーティリティープレーヤーとして重用され、1994年のワールドカップ・アメリカ大会、1996年の欧州選手権、1998年のワールドカップ・フランス大会、2000年の欧州選手権に出場した。
2001年に敵地のブダペストで行われたハンガリー戦で100試合出場を達成し、4年後の2005年にはゲオルゲ・ハジの記録を更新する126試合出場を達成した。ムンテアヌは2007年に代表から退くまでルーマニア歴代最多となる134試合に出場し16得点を記録した。

### 監督業
2008年9月からはウニヴェルシタテア・クルージュの選手兼任監督を務めていたが7試合の指揮を務めた後の10月に辞任。同月27日にマリウス・ラカトゥシュの後任としてステアウア・ブカレストの監督に就任した。しかし、リーグ戦では不振が続き、UEFAチャンピオンズリーグ 2008-09では最下位でグループリーグ敗退に終わると、同年12月16日に解任された。
2009年から2012年まではFCオツェルル・ガラツィを指揮し、リーグ優勝やUEFAチャンピオンズリーグ出場を果たした。2012年11月から12月までディナモ・ブカレスト監督となる。海外での指揮を望んでいたため、ロシアのFCモルドヴィア・サランスクのオファーを受け入れ、監督に就任したが2部降格となった。2013年8月にはクバン・クラスノダール監督を務めたものの、10月に成績不振で退任。

## 代表歴

### 出場大会
- ルーマニア代表
  - 1994 FIFAワールドカップ
  - 1998 FIFAワールドカップ

### 試合数
- 国際Aマッチ 134試合 16得点（1991年-2007年）[3]

| ルーマニア代表 | 国際Aマッチ | 国際Aマッチ |
| 年             | 出場        | 得点        |
| -------------- | ----------- | ----------- |
| 1991           | 7           | 2           |
| 1992           | 8           | 0           |
| 1993           | 9           | 0           |
| 1994           | 13          | 0           |
| 1995           | 6           | 2           |
| 1996           | 10          | 0           |
| 1997           | 5           | 3           |
| 1998           | 14          | 1           |
| 1999           | 10          | 2           |
| 2000           | 11          | 1           |
| 2001           | 11          | 1           |
| 2002           | 7           | 2           |
| 2003           | 8           | 2           |
| 2004           | 0           | 0           |
| 2005           | 9           | 0           |
| 2006           | 3           | 0           |
| 2007           | 3           | 0           |
| 通算           | 134         | 16          |

## タイトル

### 選手時代
FCインテル・シビウ
- バルカン・カップ：1回（1990-91）

FCディナモ・ブカレスト
- ディヴィジアA：1回（1991-92）

FCステアウア・ブカレスト
- ディヴィジアA：1回（2004-05）

個人
- ベルギー・ファースト・ディビジョン年間最優秀選手：1回（1993-94）

### 指導者時代
FCオツェルル・ガラツィ
- ディヴィジアA：1回（2010-11）
- スーペルクパ・ロムニエイ：1回（2011）